# Kielisznikowate
Kielisznikowate (Cyphellaceae Lotsy) – rodzina grzybów znajdująca się w rzędzie pieczarkowców (Agaricales).

## Systematyka
Według Index Fungorum bazującym na Dictionary of the Fungi do rodziny Cyphellaceae należą rodzaje:
- Asterocyphella W.B. Cooke 1961
- Campanophyllum Cifuentes & R.H. Petersen 2003
- Catilla Pat. 1915
- Cheimonophyllum Singer 1955 – kłaczkoblaszek
- Chondrostereum Pouzar 1959 – chrząstkoskórnik, ziarnoskórnik
- Cunninghammyces Stalpers 1985
- Cyphella Fr. 1822 – kielisznik
- Gloeocorticium Hjortstam & Ryvarden 1986
- Gloeostereum S. Ito & S. Imai 1933
- Granulobasidium Jülich 1979
- Hyphoradulum Pouzar 1987
- Incrustocalyptella Agerer 1983
- Phaeoporotheleum (W.B. Cooke) W.B. Cooke 1961
- Seticyphella Agerer 1983
- Sphaerobasidioscypha Agerer 1983
- Thujacorticium Ginns 1988[2].

Polskie nazwy na podstawie pracy Władysława Wojewody z 2003 r.